# HTC Desire 816
HTC Desire 816 – smartfon tajwańskiego producenta HTC Corporation.

## Specyfikacja techniczna
Telefon wyposażony w procesor Qualcomm Snapdragon 400 o taktowaniu 1,6 Ghz. Wspomagany przez 1,5 GB pamięci RAM. Wyświetlaczem jest 5,5-calowy ekran Super LCD o rozdzielczości 720 × 1280 px, co daje zagęszczenie 267 pikseli na jeden cal wyświetlacza. Systemem operacyjnym jest Android. Został wykorzystany akumulator litowo-polimerowy o pojemności 2600 mAh.